# Комендант снежной крепости
«Коменда́нт сне́жной кре́пости» — киносценарий советского детского писателя А. П. Гайдара, написанный в 1940 году, и впервые изданный в 1941 году. В 1965 году вышла экранизация сценария.

## Сюжет
Тимур — комендант снежной крепости. Он отдаёт приказ: часовые у крепости будут сменяться через час, днём и ночью.
Капитан артиллерии Максимов разговаривает по телефону с сыном Сашей, называя того «генералом», и даёт советы по штурму крепости (Саша — командир штурмующего отряда). Саша болен, у него температура и кашель. К нему заходит друг Вовка, сообщает об успехах в штурме — отряд подступил к самым стенам крепости. Заходит соседка Нина, она влюблена в капитана. Вскоре домой возвращается капитан Максимов, сообщая, что не может остаться на новогоднюю ёлку — он уезжает через час-полтора. Приходит Тимур, предлагает Саше перемирие, тот отказывается. Тимур уходит, спустя некоторое время уезжает капитан Максимов.
Тимур проверяет караулы. Вовка и Юрка бросают внутрь крепости «бомбу» — драный валенок. Нина читает записку от Максимова: «Милая Нина, береги детей. Расти и сама. Прощай. Вернусь — всё хорошо будет. Степан». Смена караула, Коля Колокольчиков ругает часовых за не замеченную ими «бомбу».
Внутри полуразрушенного финского дота два красноармейца и шофёр Максимова Коля пьют чай. Входит посыльный лыжник штаба батальона Егоров, подаёт Максимову пакет, телеграмму из дома. Через лес пробираются два дозорных финских лыжника. Услышав шум, они направились к дороге, по которой едут в штаб капитан Максимов и шофёр Коля, нападают на машину. Шофер отстреливается из пулемёта. Отряд лыжников окружает машину, финны бросают гранаты. Коля падает навзничь. Максимов расстрелял все патроны. На помощь приходят советские самолеты, они расстреливают лыжников. Перевязав и укутав шинелями финнов Колю, Максимов на лыжах идёт через лес. Лыжа ломается.
Колю подбирают на броневике, доставляют в лазарет. Он, считая Максимова погибшим, обиняками и намёками пишет об этом его семье. Саша случайно сбрасывает письмо в окно, пытается его найти, вошедшая Нина укладывает его в постель, обещает найти письмо. Его находит Коля Колокольчиков, отдаёт Тимуру.
Саша с Вовкой читают книгу «Прорыв танками укреплённой полосы» и разрабатывают план штурма. Женя и девочки из школы планируют ёлку. Тимур подводит Женю Максимову к снежной крепости, заводит внутрь, показывает «автопушку», стреляющую снежками.
В коридоре военного учреждения Тимур спрашивает какого-то командира: «если человек убит, ранен или пропал без вести… об этом с фронта в письме писать можно?». Получив утвердительный ответ («неявно»), и увидев няню Саши, он поспешно уходит. Няне сообщают, что Максимов пропал без вести.
Вечером на штурм крепости собирается «Дикая дивизия». В руках у мальчишек крюки, палки, верёвки. Большинство мальчишек укутано в самодельные маскировочные халаты из простыней, наволочек и передников. Через одну из бойниц на них пристально смотрит Тимур. Рядом с ним трубач, Коля Колокольчиков. У автопушки выстроился артиллерийский расчёт. Штурмующие волокут салазки, тащат через сугробы лестницы. Саша, взлохмаченный, без шапки и без пальто, бежит к крепости. Начинается атака, обороняющиеся стреляют из автопушки, но Тимур, видя больного Сашу, приказывает вывесить белый флаг. Ворота крепости раздвигаются, Тимур бежит к Саше. Ворвавшись под командой Вовки, «Дикая дивизия» громит крепость.
Утром на разрушенных зубьях крепости сидит ворона. Над башней торчит обломок древка от флага. Внутри крепости всё разворочено и засыпано золой. Женя Александрова спрашивает Тимура, зачем тот сдал крепость. Женя Максимова, спрятавшаяся в крепости, слышит этот разговор. После ухода тёзки она задаёт тот же вопрос. «Твой брат был болен. Кроме того… Есть ещё одна причина, но я тебе её не скажу», — отвечает Тимур. Тимур тихонько выдёргивает телеграмму от капитана Максимова из-за обшлага шубки Жени, переклеивает текст на другую телеграмму, получив: «Ленинград, Красноармейская, 119, Максимовым. Жив. Здоров. Поздравляю с Новым годом. Папа». Он относит «телеграмму» Максимовым.
Ребята веселятся на ёлке. Женя говорит Саше, что крепость сдали намеренно. Нина понимает, что телеграмма поддельная. Тимур и Саша сидят рядом, Саша предлагает восстановить и отремонтировать крепость, и начать войну сначала, Тимур отказывается, предлагая взять крепость «Дикой дивизии». Нина плачет на ёлке. Входит шофёр Коля, сообщает, что капитан жив и даже не ранен.
Нина берёт конверт, читает: «Саша волнуется, почему не пишешь, все целуем. Жена Нина», говорит, что это ошибка, надо: «Женя, Нина», но Коля говорит, что капитан сказал, что ошибки нет и текст передан совершенно точно.
Войско Саши у стен крепости прощается и с почётом провожает куда-то уходящее на лыжах войско бывшего коменданта Тимура.

## Персонажи
- Тимур, комендант снежной крепости
- Коля Колокольчиков, зам Тимура
- Степан Петрович Максимов, капитан артиллерии
- Саша Максимов, его сын
- Женя Максимова, его дочь
- Анна Егоровна, нянька Саши
- Ванька, друг Саши
- Нина, студентка, соседка Максимовых
- доктор Колокольчиков, отец Коли
- Женя Александрова, подруга Тимура
- Ольга, её старшая сестра.

## История создания
В своём дневнике Гайдар достаточно подробно отмечал создание сценария. В целом он был закончен в конце 1940 года (именно это год указан в самом произведении), в дневнике есть множество записей за декабрь, ещё в середине декабря появляются важные сюжетные ходы. Окончательно сценарий был готов в середине января 1941 года; так, в дневниковой записи от 14 января 1941 года указано: «Сегодня и завтра доделываю последнюю поправку к „Коменданту“. Больше не буду».
Впервые сценарий был опубликован в журнале «Пионер», № 1 за 1941 год.